# Arc circumhorizontal

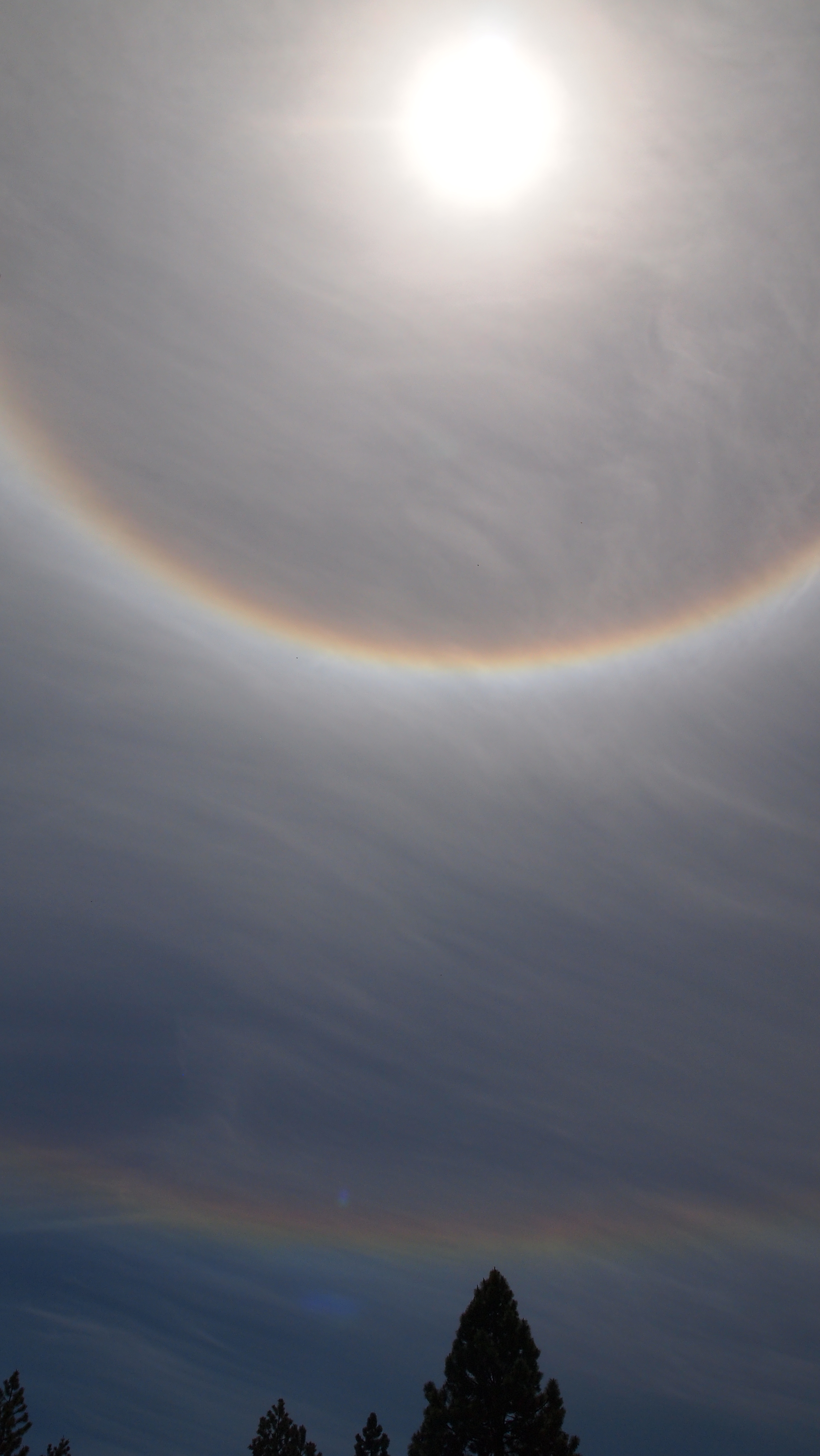
Arc circumhorizontal très faible près de la cime des arbres, sous le halo de 22° halo beaucoup plus brillant

Un arc circumhorizontal, parfois nommé arc de circumhorizon, est un phénomène atmosphérique optique (plus précisément un photométéore) à l'apparence d'un arc-en-ciel linéaire situé sous le Soleil. Ce type de halo consiste en un arc coloré, rouge à son extrémité supérieure; il s'étend sur environ 90° parallèlement à l'horizon, à 46° au-dessous du Soleil. Il se produit sous des latitudes comprises entre 55° nord et 55° sud lorsque le Soleil est assez haut dans le ciel, entre 58° et 90° d'élévation ; il est rare d'en observer en Europe du Nord mais le phénomène est plus commun aux États-Unis.
Ce type de phénomène est aussi appelé arc-en-ciel de feu, ou fire rainbow,, un terme qui aurait été inventé par un journaliste de l'État de Washington en 2006,.

## Principe
Le halo est formé par la lumière du Soleil entrant par les faces latérales des cristaux de glace des cirrus de haute altitude. Ces cristaux doivent être plats, hexagonaux et orientés horizontalement. La lumière ressort décomposée par réfraction à la base du cristal. Une inclinaison de 90° entre l'entrée des rayons et la face de sortie produit les couleurs spectrales bien distinctes, bien plus pures que celles de l'arc-en-ciel. Lorsque les rayons entrent avec un angle de 58°, les rayons sortants frôlent la base du cristal; avec un angle inférieur, les rayons sont réfléchis à l'intérieur du cristal et aucun arc n'est produit.
Un arc circumhorizontal est fortement coloré, à l'instar de l'arc circumzénithal, plus encore que l'arc-en-ciel et de fait, on le confond souvent, comme pour les gloires et les arcs circumzénithaux, avec des arcs-en-ciel anormaux. Il apparaît sous la forme d'un segment légèrement courbe avec un dégradé de couleur parallèle à l'horizon, à environ 32° au-dessus de lui, dont le rouge est le plus proche du Soleil.
Un arc circumhorizontal est parfois accompagné d'un arc infralatéral.

## Climatologie
Un arc circumhorizontal exige que le soleil soit assez haut dans le ciel (entre 58° et 90° d'élévation) à une latitude inférieure à 55° et en présence de cirrus contenant des cristaux de glace plats hexagonaux. Les conditions d'observation dépendent donc de la localisation géographique, de la période saisonnière et des conditions climatiques. Ce phénomène se manifeste le plus souvent l'été et davantage lorsqu'on se rapproche de l'équateur.
En Europe, un arc circumhorizontal est un phénomène rare qui se produit en moyenne 0,10 fois par an. En France et en Allemagne, on compte une à deux apparitions l'été alors qu'au nord de Copenhague (Danemark) une telle manifestation est impossible; en Amérique, il apparaît plusieurs fois durant l'été. Les arcs circumzénitaux sont plus fréquents que les circumhorizontaux, mais les parhélies restent le phénomène le plus fréquent dû aux cristaux de glace dans l'atmosphère.

Arcs circumhorizontaux dans le monde
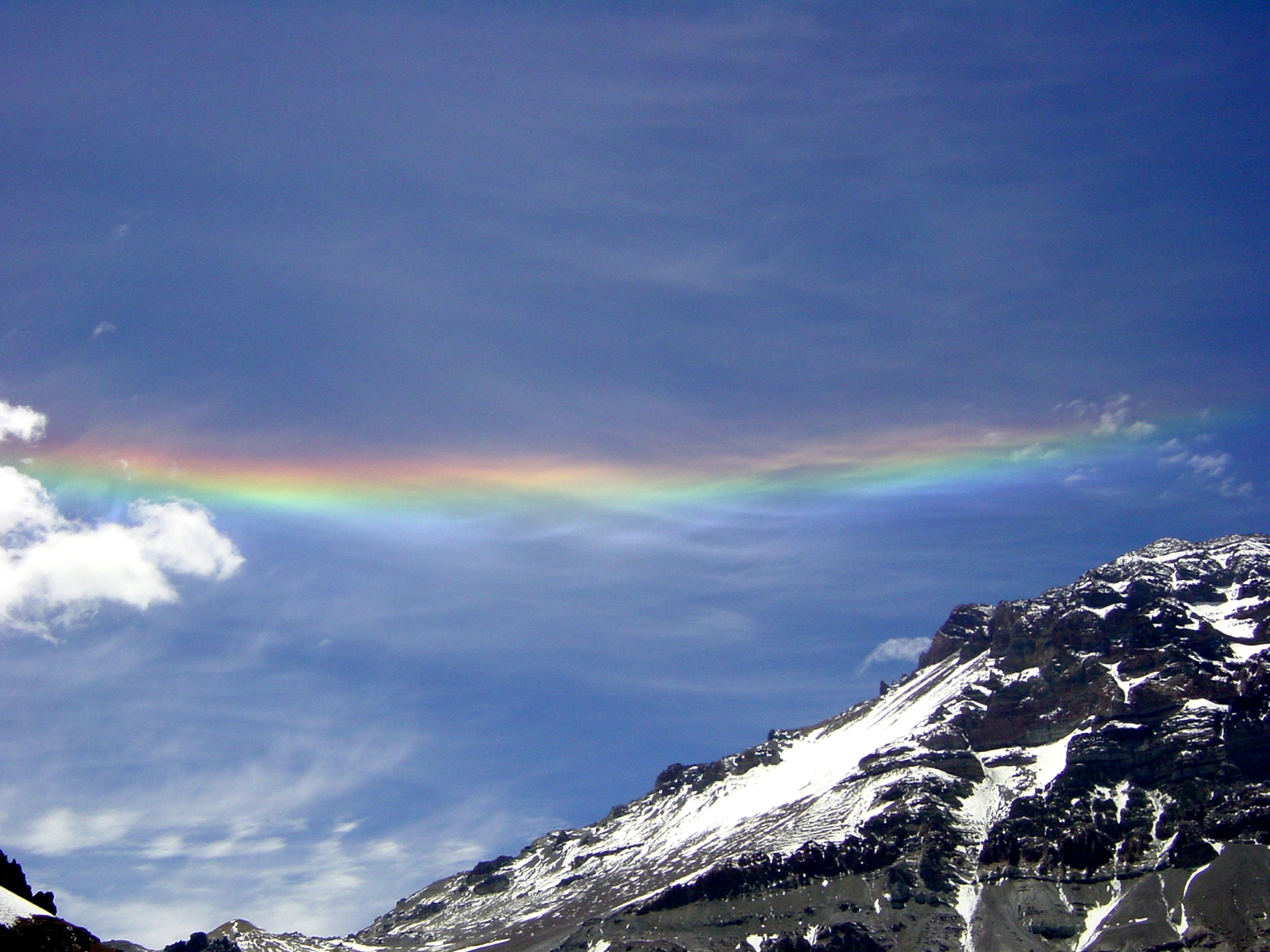
À Aconcagua (Argentine)
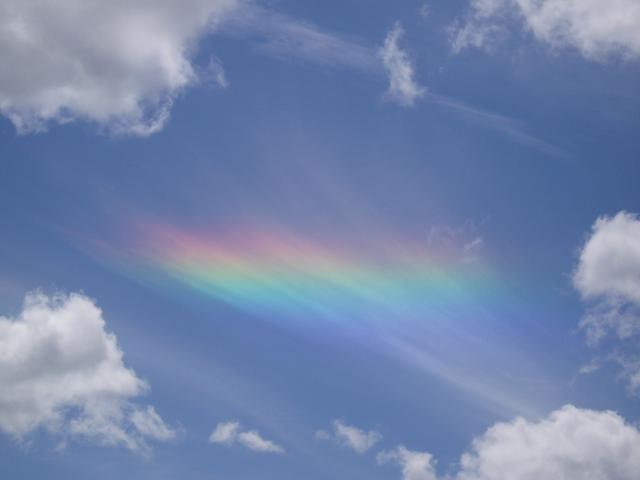
Dans l'Idaho (USA)
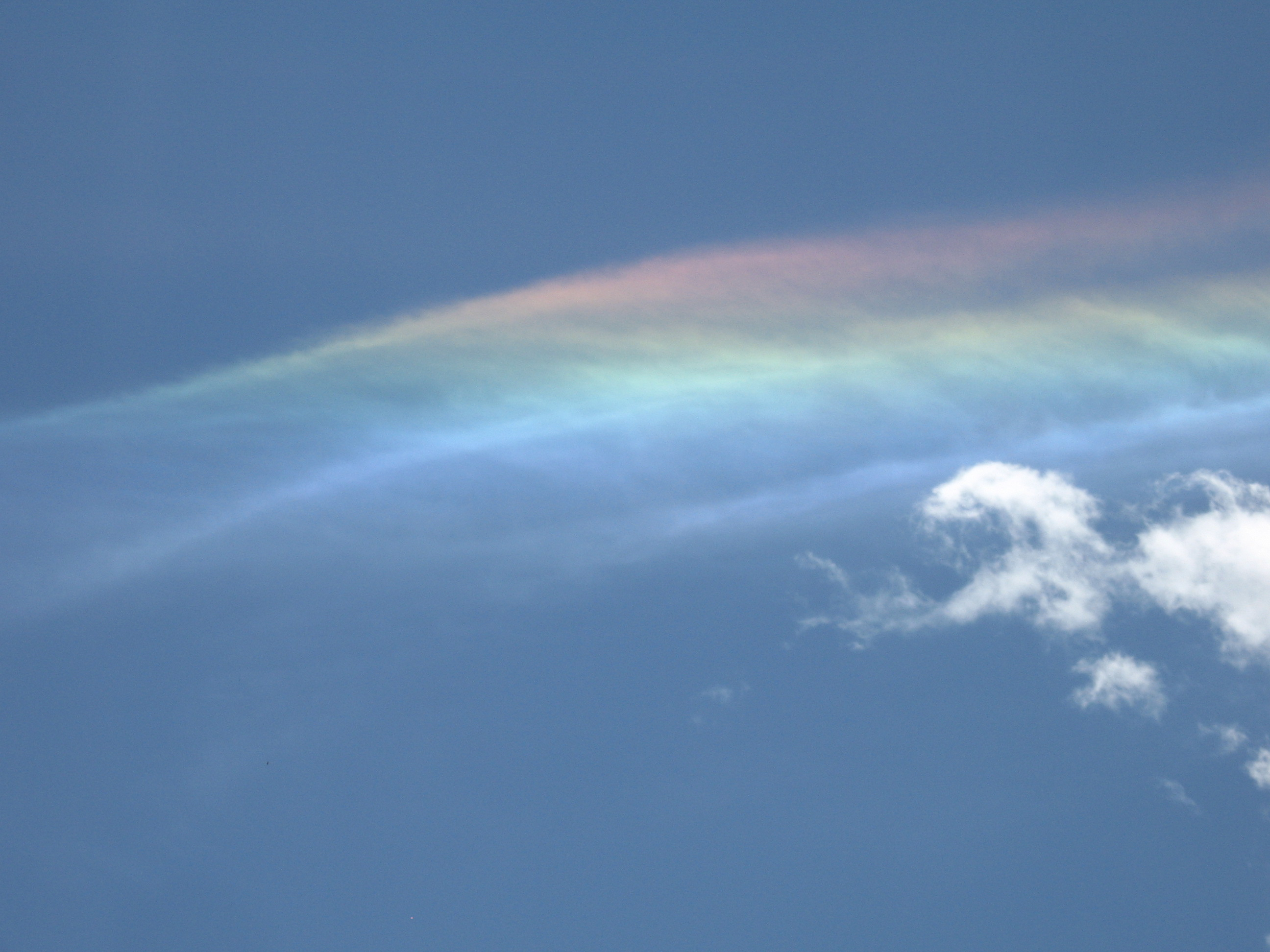
Dans le Colorado (USA)
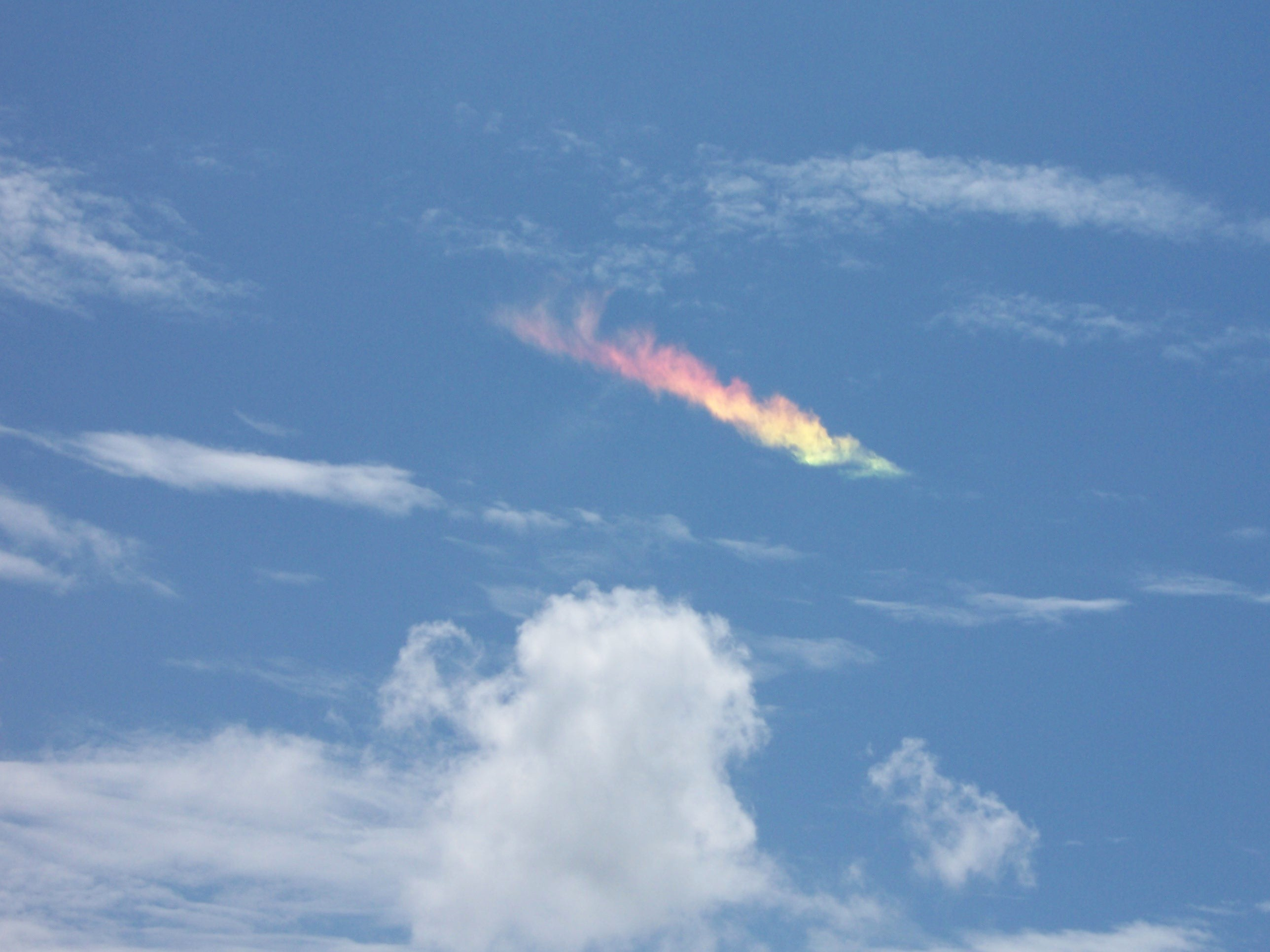
En Floride (USA)
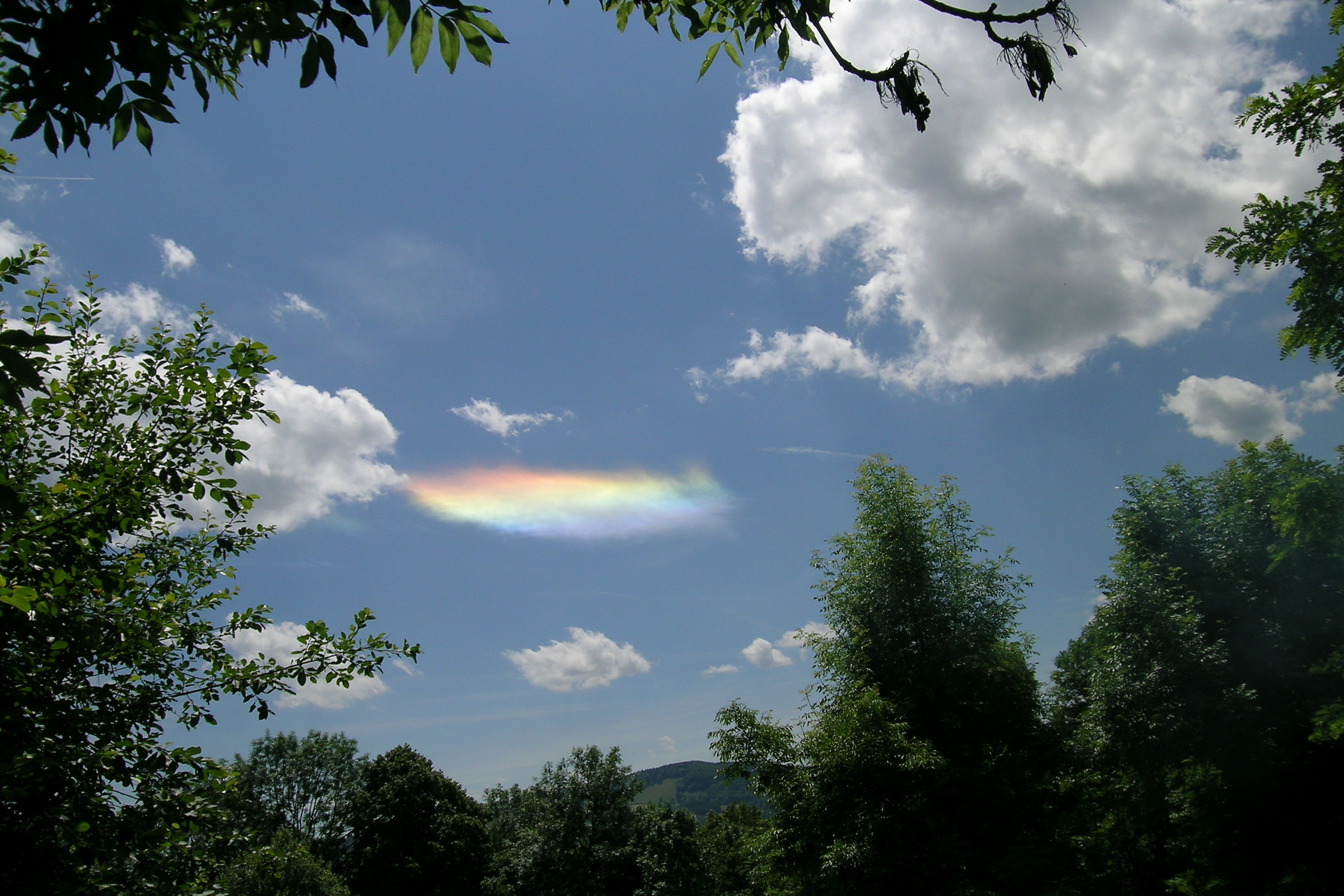
Dans le Jura (France)
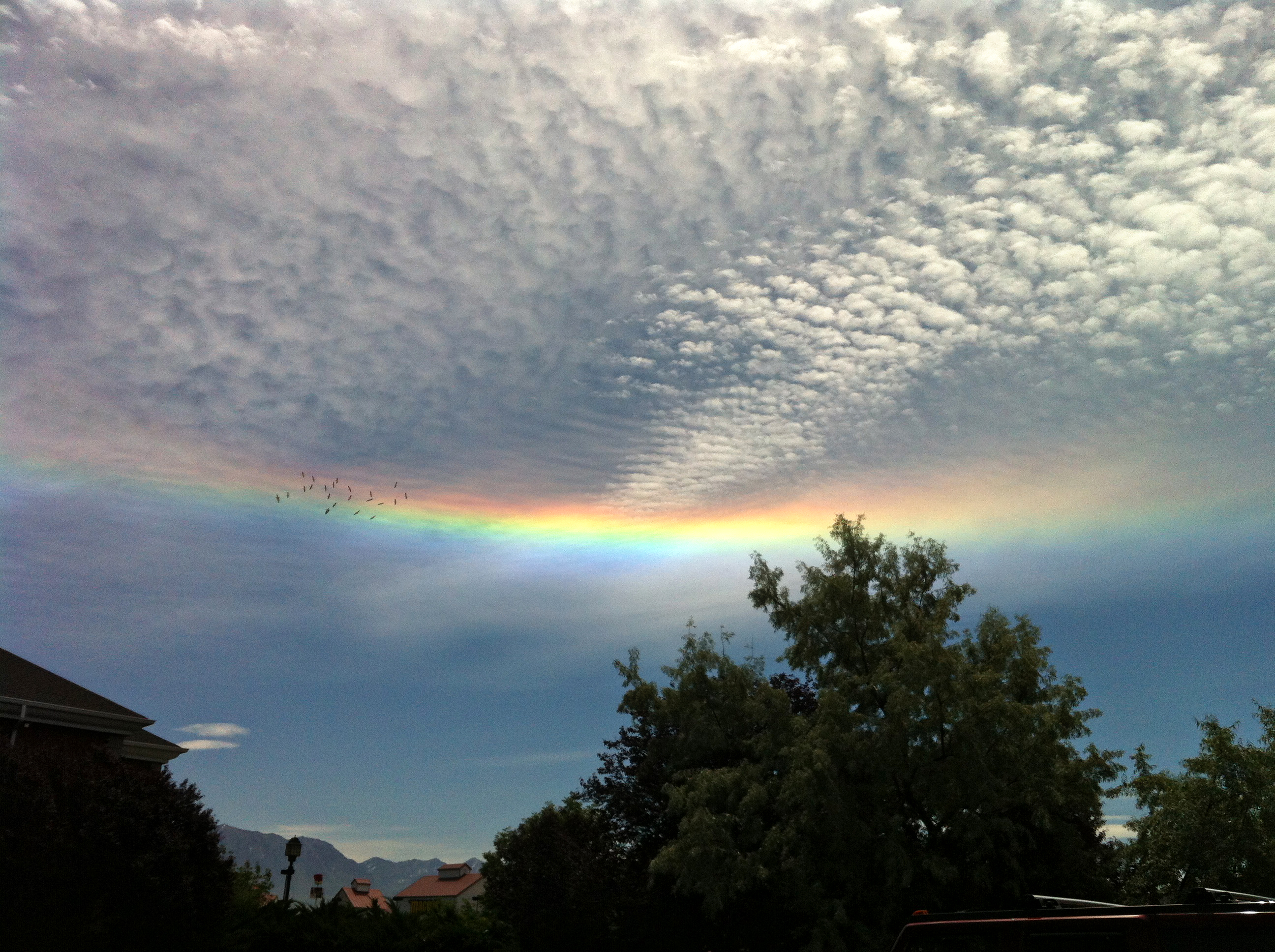
Dans l'Utah (USA)

## Arc circumhorizontal lunaire
Dans des conditions similaires, un tel phénomène peut également être observé de nuit, lorsque la Lune éclaire suffisamment; on parle alors d'arc circumhorizontal lunaire. Une observation qui, à la différence d'un arc circumhorizontal (solaire), peut se faire à des latitudes supérieures à 55° nord/sud.